# 필리핀 하원
필리핀 민의원(필리핀어: Kapulungan ng mga Kinatawan ng Pilipinas, Kamara, 영어: House of Representatives of the Philippines)은 필리핀 상원과 함께 양원제의 필리핀 의회를 구성하는 하원이다. 흔히 "필리핀 의회"라 하면 하원만을 가리키기도 한다. 선거구에서 선출되는 253명과 정당명부식 비례대표제로 선출되는 63명, 총 316명의 하원의원으로 구성된다. 임기는 3년이고 3선까지만 연속으로 선출될 수 있다.

## 같이 보기
- 필리핀의 정치
- 필리핀의 대통령
- 필리핀 의회
- 필리핀 상원